# Isabella Santiago
Isabella Santiago (Caracas, 18 de febrero de 1992) es una actriz y modelo venezolana.

## Carrera
Santiago es la primera actriz y modelo venezolana transgénero en ganar el concurso tailandés Miss International Queen de 2014—por el cual recibió un premio de $12 500 dólares, y una operación de cirugía estética—. Además obtuvo su primer papel protagónico en la telenovela de RCN Televisión Lala's Spa (2021).

## Filmografía
| Año  | Título                                 | Personaje                             | Notas            |
| ---- | -------------------------------------- | ------------------------------------- | ---------------- |
| 2018 | Nadie me quita lo bailao               | Mónica Tróchez                        | Papel recurrente |
| 2021 | Lala's Spa                             | Lala Jiménez / Eduardo «Lalo» Jiménez | Papel principal  |
| 2021 | Interiores                             | Vanessa                               | Papel recurrente |
| 2022 | MasterChef Celebrity Colombia          | Ella misma                            | Participante     |
| 2022 | Escándalo Secreto, en plena cuarentena | Kimi                                  | Papel recurrente |
| 2022 | Punto final                            |                                       | Papel recurrente |
| 2024 | La casa de los famosos Colombia        | Ella misma                            | Participante     |